# تی‌دبلیو ماهی جنوبی
تی‌دبلیو ماهی جنوبی یک ستاره است که در صورت فلکی ماهی جنوب قرار دارد.